# Transition Glacier
Der Transition Glacier (englisch für Überganggletscher) ist ein 13 km langer und 3 km breiter Gletscher an der Ostküste der Alexander-I.-Insel westlich der Antarktischen Halbinsel. Er fließt entlang der Nordflanke des Block Mountain und des Tilt Rock in östlicher Richtung zum George-VI-Sund.
Luftaufnahmen, die der US-amerikanische Polarforscher Lincoln Ellsworth bei seinem Antarktisflug am 23. November 1935 angefertigt hatte, dienten dem US-amerikanischen Kartografen W. L. G. Joerg für eine Kartierung. Der Falkland Islands Dependencies Survey nahm 1949 eine Vermessung vor und benannte den Gletscher. Namensgebend ist der Umstand, dass der Gletscher den Übergang vom nördlichen Eruptiv- zum südlichen Sedimentgestein markiert.